# Шаблий, Александр Васильевич
Александр Васильевич Шаблий (род. 18 апреля 1993 года, Ростов-на-Дону, Россия) — российский боец смешанных единоборств (ММА), представляющий легкую весовую категорию. Выступал в таких российских организациях, как ACB, WFCA, Fight Nights Global, ProFC.
Чемпион Ростовской области по боевому самбо, бронзовый призёр Южного Федерального округа по боевому самбо, призёр чемпионата России по тайскому боксу, мастер спорта России по рукопашному бою, кандидат в мастера спорта по боевому самбо. Президент лиги ProFC. Депутат городской Думы Ростова-на-Дону. Боец Bellator.

## Биография
Родился 18 апреля 1993 года в городе Ростове-на-Дону Российской Федерации. Отец русский, мать даргинка. Исповедует православие.
В 2017 году окончил ФГБОУ ВО "Российский государственный университет правосудия". По профессии юрист.
В спорт Александра привели его родители, которые хотели, чтобы их сын стал спортсменом.
Будучи 7-летним первоклассником, Александр начинает заниматься карате.
Тренировки по карате проходили 3 раза в неделю. Это оказывало на него большую нагрузку, ведь ребёнку приходилось совмещать тренировки и школьную учёбу. Но упорство и желание помогли Саше преодолеть эти трудности.
Затем он начинает заниматься под руководством другого тренера Белоусова Николая Павловича, который и привёл его в ММА.

### Профессиональная карьера в ММА
Профессиональную карьеру бойца ММА Александр Шаблий начал в 2010 году. Дебютировал на турнире "ProFC - Union Nation Cup 9" против Вахе Закряна, одержав победу удушающим приемом в первом раунде.
Выступал в лучших российских лигах по смешанным единоборствам (ММА), таких, как ACB, WFCA, FIGHT NIGHTS, ProFC. Побеждал таких бойцов, как: Гусейн Эсенбаев, Адриано Мартинс, Александре Сидад.
В декабре 2019 года провел свой очередной бой, победив бразильского бойца Александра Сидаде единогласным решением судей на турнире ProFC 66 - Professional Fighting Championship 66.
В конце февраля 2021 года подписал контракт с крупной американской организацией Bellator.

## Достижения
- Чемпионат Ростовской области по боевому самбо — ;
- Чемпионат Южного Федерального округа по боевому самбо — ;
- Призёр чемпионата России по тайскому боксу;
- Мастер спорта России по рукопашному бою;
- Кандидат в мастера спорта по боевому самбо[17].

## Награды
За вклад по развитию боевых искусств награждён премией «Best People Awards» (2018 г.).

## Статистика ММА
| Боёв 28  | Побед 24 | Поражений 4 |
| -------- | -------- | ----------- |
| Нокаутом | 12       | 0           |
| Сдачей   | 7        | 1           |
| Решением | 5        | 3           |

| Результат | Рекорд | Соперник           | Способ                                                   | Турнир                                         | Дата            | Раунд | Время | Место                                 | Примечание                                     |
| --------- | ------ | ------------------ | -------------------------------------------------------- | ---------------------------------------------- | --------------- | ----- | ----- | ------------------------------------- | ---------------------------------------------- |
| Поражение | 24-4   | Усман Нурмагомедов | Единогласное решение                                     | Bellator Champions Series 4                    | 7 сентября 2024 | 5     | 5:00  | Сан-Диего, Калифорния, США            | Бой за титул чемпиона Bellator в лёгком весе.  |
| Победа    | 24-3   | Патрики Фрейре     | Решением (единогласным)                                  | Bellator 301                                   | 17 ноября 2023  | 5     | 5:00  | Чикаго, Иллинойс, США                 | Полуфинал гран-при Bellator в лёгком весе.     |
| Победа    | 23-3   | Тофик Мусаев       | Техническим нокаутом (миддл-кик)                         | Bellator 292                                   | 10 марта 2023   | 3     | 0:29  | Сан-Хосе, Калифорния, США             | Четвертьфинал гран-при Bellator в лёгком весе. |
| Победа    | 22-3   | Брент Примус       | Техническим нокаутом (удары)                             | Bellator 282                                   | 24 июня 2022    | 2     | 1:22  | Анкасвилл, Коннектикут, США           |                                                |
| Победа    | 21-3   | Бобби Кинг         | Решением (единогласным)                                  | Bellator 272: Петтис - Хоригучи                | 3 декабря 2021  | 3     | 5:00  | Анкасвилл, Коннектикут, США           |                                                |
| Победа    | 20-3   | Альфи Дэвис        | Решением (единогласным)                                  | Bellator 259: Киборг - Смит 2                  | 21 мая 2021     | 3     | 5:00  | Анкасвилл, Коннектикут, США           |                                                |
| Победа    | 19-3   | Александре Сидад   | Решением (единогласным)                                  | ProFC 66 Professional Fighting Championship 66 | 22 декабря 2019 | 3     | 5:00  | Ростов-на-Дону, Россия                |                                                |
| Победа    | 18-3   | Адриано Мартинс    | Решением (единогласным)                                  | FNG Fight Nights Global 87                     | 19 мая 2018     | 3     | 5:00  | Ростов-на-Дону, Россия                |                                                |
| Победа    | 17-3   | Мирослав Штрбак    | Нокаутом (удар)                                          | FNG Fight Nights Global 82                     | 16 декабря 2017 | 2     | 3:02  | Москва, Россия                        |                                                |
| Победа    | 16-3   | Глеристоне Сантос  | Нокаутом (удар коленом и добивание)                      | ACB 67 Cooper vs. Berkhamov                    | 19 августа 2017 | 1     | 2:41  | Грозный, Чеченская Республика, Россия |                                                |
| Поражение | 15-3   | Эдуард Вартанян    | Решением (раздельным)                                    | ACB 49 Rostov Onslaught                        | 26 ноября 2016  | 3     | 5:00  | Ростов-на-Дону, Россия                |                                                |
| Победа    | 15-2   | Майкл Брайтмон     | Техническим нокаутом (удары)                             | ACB 41 Path to Triumph                         | 15 июля 2016    | 1     | 1:07  | Сочи, Краснодарский край, Россия      |                                                |
| Победа    | 14-2   | Райан Куинн        | Нокаутом (удар ногой в голову)                           | WFCA 16 Grand Prix Akhmat                      | 12 марта 2016   | 3     | 0:13  | Грозный, Чеченская Республика, Россия |                                                |
| Победа    | 13-2   | Хаотян Ву          | Техническим нокаутом (удары)                             | Kunlun Fight 29 - Battle in Sochi              | 15 августа 2015 | 1     | 3:05  | Сочи, Краснодарский край, Россия      |                                                |
| Победа    | 12-2   | Гусейн Эсенбаев    | Техническим нокаутом (удар коленом в прыжке и добивание) | ProFC 57 - New Era                             | 29 марта 2015   | 1     | 4:07  | Ростов-на-Дону, Россия                |                                                |
| Победа    | 11-2   | Хаитам Эль-Сайед   | Сабмишном (скручивание пятки)                            | ProFC 56 - Battle of Kursk 2                   | 22 ноября 2014  | 1     | 1:29  | Курск, Россия                         |                                                |
| Победа    | 10-2   | Лука Пуджиони      | Сабмишном (скручивание пятки)                            | ProFC 55 - Kraniotakes vs. Kudin               | 19 октября 2014 | 1     | 1:09  | Краснодар, Россия                     |                                                |
| Победа    | 9-2    | Арсен Убайдулаев   | Нокаутом (удар коленом в прыжке)                         | ProFC 53 Khachatryan vs. Egorov                | 6 апреля 2014   | 1     | 1:48  | Ростов-на-Дону, Россия                |                                                |
| Поражение | 8-2    | Арсен Убайдулаев   | Сабмишном (удушение сзади)                               | ProFC 49 - Resurrection                        | 4 июля 2013     | 2     | 2:18  | Москва, Россия                        |                                                |
| Победа    | 8-1    | Майкл Дойль        | Техническим нокаутом (удары)                             | ProFC 47 - Russia vs. Europe                   | 14 апреля 2013  | 1     | 0:34  | Ростов-на-Дону, Россия                |                                                |
| Победа    | 7-1    | Таркан Али         | Техническим нокаутом (удары)                             | ProFC 45 - Thunder in Grozny                   | 15 декабря 2012 | 1     | 0:17  | Грозный, Чеченская Республика, Россия |                                                |
| Победа    | 6-1    | Арвидас Зилиус     | Сабмишном (рычаг локтя)                                  | ProFC 41 - Octagon                             | 24 августа 2012 | 1     | 1:53  | Ростов-на-Дону, Россия                |                                                |
| Победа    | 5-1    | Абудокар Дукарей   | Сабмишном (удушение треугольником)                       | OC - Oplot Challenge                           | 25 марта 2012   | 1     | 1:05  | Харьков, Украина                      |                                                |
| Поражение | 4-1    | Мамур Фолл         | Решением (раздельным)                                    | ProFC - Battle in the Caucasus                 | 22 октября 2011 | 3     | 5:00  | Хасавюрт, Дагестан, Россия            |                                                |
| Победа    | 4-0    | Лукаш Бугара       | Сабмишном (удушение гильотиной)                          | ProFC - Battle on Don                          | 5 августа 2011  | 1     | 0:49  | Ростов-на-Дону, Россия                |                                                |
| Победа    | 3-0    | Денис Александров  | Сабмишном (удушение сзади)                               | ProFC - Union Nation Cup Final                 | 2 июля 2011     | 1     | 3:26  | Ростов-на-Дону, Россия                |                                                |
| Победа    | 2-0    | Семен Селюков      | Техническим нокаутом (удары)                             | ProFC - Union Nation Cup 14                    | 9 апреля 2011   | 2     | 0:36  | Ростов-на-Дону, Россия                |                                                |
| Победа    | 1-0    | Вахе Закрян        | Сабмишном (удушение гильотиной)                          | ProFC - Union Nation Cup 9                     | 22 октября 2010 | 1     | 1:23  | Нальчик, Кабардино-Балкария, Россия   |                                                |